# Jimmy Murphy

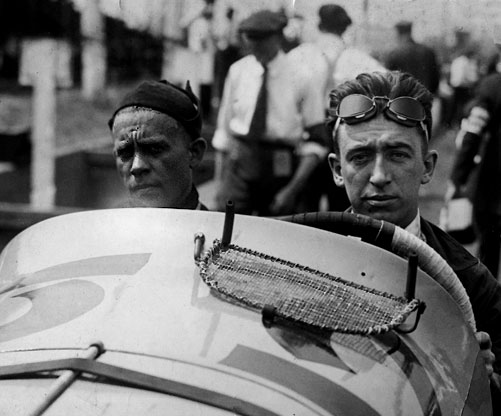
Murphy (rechts) in 1920.

James Anthony "Jimmy" Murphy (Worcester (Massachusetts), 7 of 8 september 1894 – Syracuse (New York), 15 september 1924) was een Amerikaans autocoureur. Hij won de Indianapolis 500 in 1922.
Murphy reed de Indianapolis 500 tussen 1920 en 1924 vijf keer op rij. Twee keer vertrok hij de race vanaf poleposition, de eerste keer in 1922 waarna hij ook de race won in een Duesenberg. Bij zijn laatste twee deelnames in 1923 en 1924 werd hij derde en bij zijn eerste deelname in 1920 werd hij vierde. Tijdens de race van 1921 moest hij opgeven na een crash. Hij reed in zijn korte carrière 52 American Automobile Association kampioenschapsraces, waarvan hij er 17 won. Hij won het kampioenschap in 1922 en postuum in 1924 en werd tweede in 1923. In 1921 won hij de Grand Prix van Frankrijk in Le Mans. Murphy overleed op 15 september 1924 na een ongeval tijdens een race in Syracuse, New York.